# 吳靜雄
吳靜雄（1942年12月8日—），前任中華民國行政院飛航安全委員會主任委員、財團法人資訊工業策進會董事長、臺大副校長，現任國立臺灣大學電機工程學系教授。基督徒，常在臺北靈糧堂作禮拜。

## 學經歷
吳靜雄教授1970年畢業於國立臺灣大學電機系，1972年隨即取得電機碩士，1978年獲得美國康乃爾大學電機博士學位。
吳靜雄曾任國科會工程技術發展處處長、電機電子工程師學會臺北分會會長、臺大研究發展委員會主任委員、臺大副校長等職。

## 外部連結
- 吳靜雄，於台大電機系網站（页面存档备份，存于）
- 吳靜雄（页面存档备份，存于），於行政院網站（页面存档备份，存于）

| 前任： 翁政義(代理) | 中華民國行政院飛航安全委員會主任委員 · 第1任 · 2005年8月12日—2010年5月24日 | 繼任： 張有恆 |